# 정복자 (1956년 영화)
정복자(The Conqueror)는 RKO 픽처스가 1956년 제작하고 딕 파월이 감독을, 존 웨인, 수전 헤이워드가 주연을 맡은 영화이다.
칭기즈 칸의 일대기를 묘사한 영화이다.
영화의 작품성보다는, 영화 촬영 당시 촬영지의 대기 환경과 이로 인하여 야기된 문제가 더 논란이 된 작품이다. 촬영에 참여한 배우 및 스탭들 대부분이 암에 걸린 영화로 알려져 있다.

## 출연

### 주연
- 존 웨인
- 수잔 헤이워드

### 조연
- 페드로 아멘다리즈
- 아그네스 무어헤드
- 토마스 고메즈
- 존 호이트
- 윌리엄 콘래드
- 테드 드 코시아
- 레슬리 브래들리
- 리 밴 클리프
- 피터 마마코스
- 레오 고든
- 리처드 루
- 레이 스파이커
- 실비아 루이스
- 자마 루이스
- 토븐 메이어

## 기타
- 미술: 캐롤 클락
- 미술: 알버트 S. 다고스티노
- 의상: 이본느 우드
- 의상: 마이클 울프

## 같이 보기
- 화이트워싱